# UFC 213
UFC 213: Romero vs. Whittaker var en MMA-gala som arrangerades av Ultimate Fighting Championship och ägde rum 8 juli 2017 i Las Vegas i USA. 

## Resultat
1. ↑  Interimtitelmatch i mellanvikt.